# Список лагерей ГУЛАГа

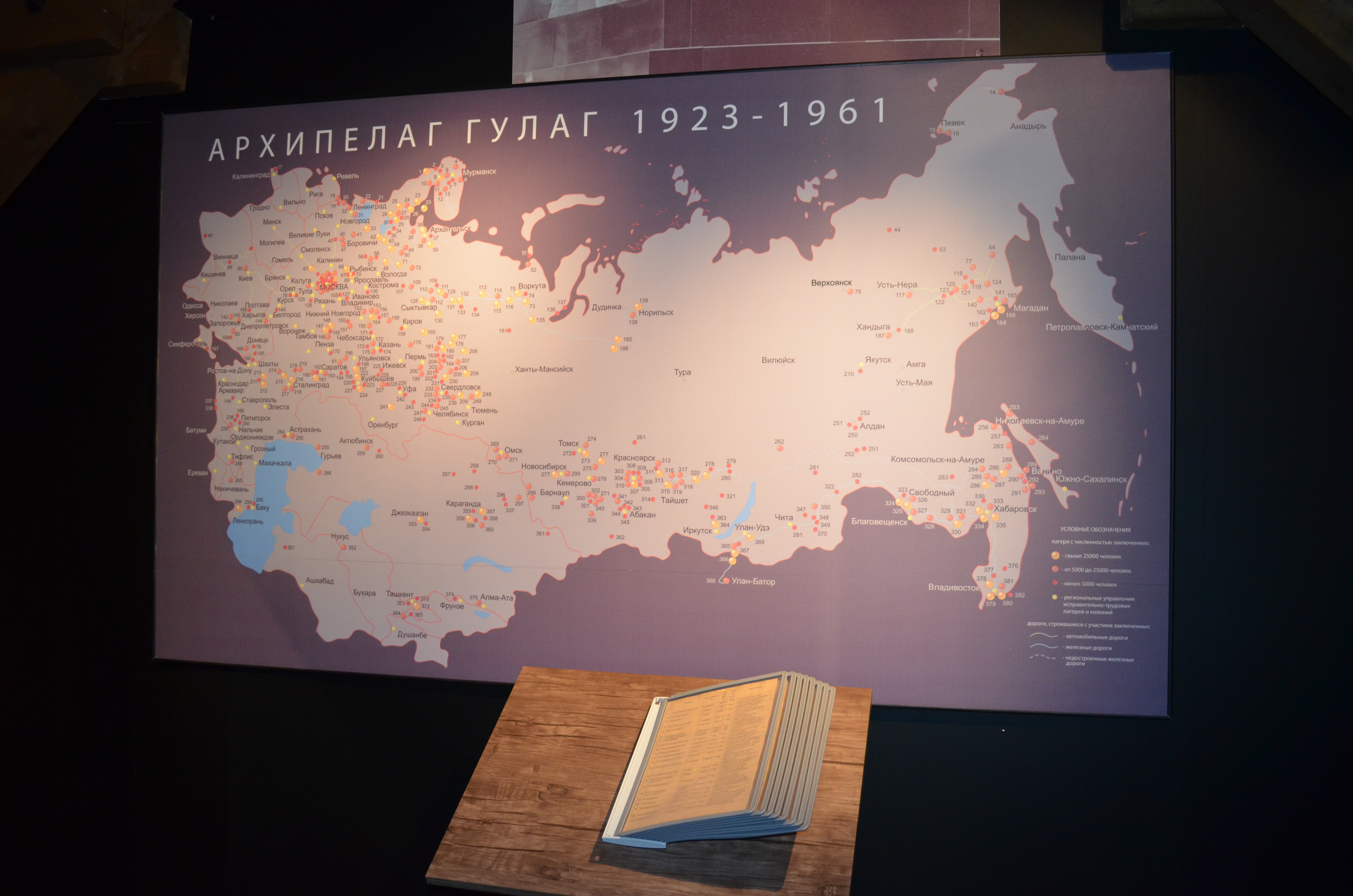
Карта лагерей Гулага в Соловецком музее

Эта статья представляет собой перечень учреждений системы советских лагерей, а именно лагерных управлений ГУЛАГа в ведомстве НКВД СССР, включающий 427 объединений мест заключения подобного рода. Список также включает в себя ряд переданных в систему ГУЛАГа лагерей ГУЛЖДС и ГУШОСДОРА.

## Лагеря, лагерные отделения
| # А Б В Г Д Е Ё Ж З И Й К Л М Н О П Р С Т У Ф Х Ц Ч Ш Щ Ъ Ы Ь Э Ю Я |

### А
1. Автотранспортный ИТЛ Дальстроя (Магаданская область)
2. Азовский ИТЛ (Днепропетровская область, Украинская ССР)
3. Азовское ЛО (Кривой Рог, Украинская ССР)
4. Акмолинский лагерь жён изменников Родины (АЛЖИР) (Акмолинская область, Казахская ССР)
5. Актюбинский ИТЛ (Актюбинская область, Казахская ССР)
6. Алданский ИТЛ (Якутия)
7. Алданстрой (Якутия)
8. Аллуайвское строительство и ИТЛ (Аллуайвстрой) (Мурманская область)
9. Алтайский ИТЛ (Алтайлаг) (Алтайский край)
10. Амгуньский ИТЛ (Амгуньлаг) (Хабаровский край)
11. Амурский ИТЛ (Амурлаг) (Амурская область)
12. Амурский железнодорожный ИТЛ (Амурлаг) (Амурская область)
13. Ангарский ИТЛ (Иркутская область)
14. Ангренский ИТЛ (Ташкент, Узбекская ССР)
15. Араличевский ИТЛ (Кемеровская область)
16. Архангельский ИТЛ (Архангельская область)
17. Архангельский пересыльный пункт ОГПУ (Архангельская область)
18. Астраханский ИТЛ (Астраханская область)
19. Аткарский ИТЛ (Саратовская область)
20. Ахтубинский ИТЛ (Волгоградская область)
21. Ахунский ИТЛ (Ахунслаг) (Краснодарский край)

### Б
1. Баженовский ИТЛ (	Свердловская область)
2. Байдарский ИТЛ (Тюменская область)
3. Байкало-Амурский ИТЛ (Амурская область)
4. Бакальский ИТЛ (Челябинская область)
5. Баковский ИТЛ (Московская область)
6. Балаганское ЛО (Иркутская область)
7. Балахнинский ИТЛ (Нижегородский край)
8. Балейский ИТЛ (Читинская область)
9. Барашевский ИТЛ и Промкомбинат ГУЛАГа (Барашевлаг) (Мордовская АССР)
10. Безымянский ИТЛ (Самарская область)
11. Белогорский ИТЛ (Мордовская АССР, Горьковская область)
12. Белокоровический лагерь ОИТК НКВД БССР (Житомирская область, Украинская ССР)
13. Беломоро-Балтийский ИТЛ (Карелия)
14. Беловодский лагерь (Киргизская ССР)
15. Беломорстрой и ИТЛ (Карело-Финская ССР)
16. Белореченский ИТЛ (Мурманская область)
17. Береговой лагерь (Магаданская область)
18. Березниковский ИТЛ (Архангельская область)
19. Берёзовский ИТЛ (Мурманская область)
20. Берёзовский ИТЛ
21. Берёзовский ИТЛ Северного Упр. ГУЛЖДС (Тюменская область)
22. Бескудниковское Специальное ЛО (Московская область)
23. Бирский ИТЛ (Еврейская АО)
24. Бобровские ЛО (Свердловская область)
25. Богословский ИТЛ и Строительство алюминиевого завода (Свердловская область)
26. Бодайбинский ИТЛ (Иркутская область)
27. Борский ИТЛ (Читинская область)
28. Братский ИТЛ и Тайшетское строительство (Иркутская область)
29. Букачачинский ИТЛ (Читинская область)
30. Буреинский ИТЛ (Еврейская АО)
31. Буреполомский ИТЛ (Горьковская область)

### В
1. Вайгачская экспедиция ОГПУ (Архангельская область)
2. Ванинский ИТЛ Дальстроя (Хабаровский край)
3. Ванинский транзитно-пересыльный лагерь (Хабаровский край)
4. Варнавинский ИТЛ (Нижегородская область)
5. Верхне-Ижемский ИТЛ (Коми АССР)
6. Верхне-Салдинский ИТЛ (Свердловская область)
7. Ветлужский ИТЛ (Нижегородская область)
8. Вишерский ИТЛ (Пермский край)
9. Владивостокский ИТЛ (Приморский край)
10. Владивостокский пересыльный пункт Дальстроя (Приморский край)
11. Водораздельный лагерь (Коми АССР)
12. Волго-Балтийский ИТЛ (Вологодская область)
13. Волжский железнодорожный ИТЛ (Татарская АССР)
14. Волжский ИТЛ и строительство гидротехнических узлов (Ярославская область)
15. Волжский ИТЛ МВД (Ярославская область)
16. Воркутинский ИТЛ (Коми АССР)
17. Воронинский ИТЛ (Томская область)
18. Ворошиловское ЛО (ЛО Ворошиловского завода) (Приморский край)
19. Восточно-свинцовое Управление и ИТЛ Енисейстроя (Красноярский край)
20. Восточно-Уральский ИТЛ (Свердловская область)
21. Восточный железнодорожный ИТЛ (Хабаровский край)
22. Восточный ИТЛ в составе Строительства 500 (Хабаровский край)
23. Вытегорский ИТЛ (Вологодская область)
24. Вытегорский ИТЛ НКВД (Вологодская область)
25. Вяземский ИТЛ (Смоленская область, Пензенская область)
26. Вяртсильский ИТЛ (Карело-Финская ССР)
27. Вятский ИТЛ (Кировская область)

### Г
1. Гагаринское ЛО (Крымская область)
2. Гдовский ИТЛ (Ленинградская область)
3. Глазовское ЛО (Удмуртская АССР)
4. Горношерский ИТЛ Горшорлаг? (Кемеровская область?)
5. Горный лагерь (Красноярский край)
6. Городское ЛО (Калужская область)
7. Гранитный ИТЛ и специальное Управление строительства 505 (Красноярский край)
8. Гурьевский ИТЛ (Гурьев, Казахская ССР)
9. Гусино-Озёрский ИТЛ (Бурятия)

### Д
1. Дальне-Восточный ИТЛ (Хабаровский край)
2. Дальний Лагерь (Павлодарская область)
3. Дарасунское ЛО (Читинская область)
4. Джангиджирский лагерь (Киргизская ССР)
5. Джезказганский ИТЛ (Карагандинская область)
6. Джидинский ИТЛ (Бурят-Монгольская АССР)
7. Джугджурский ИТЛ (Якутия)
8. Дмитровский ИТЛ (Московская область)
9. Днепровский (Магаданская область)[1]
10. Донлаг (Донбасс, Украинская ССР)
11. Дорожный ИТЛ Дальстроя (Магаданская область)
12. Дубогорское ЛО (Новгородская область)
13. Дубравный Лагерь (Мордовская АССР)

### Е
1. Енисейский ИТЛ СГУ (Красноярский край)
2. Енисейский ИТЛ (Красноярский край)
3. Енисейский ИТЛ и строительство 503 (Красноярский край)
4. Енское строительство и ИТЛ (Мурманская область)
5. Ермаковское ЛО (Казахская ССР, Восточно-Казахстанская область)

### Ж
1. Жигаловское ЛО (Иркутская область)

### З
1. Заимандровский ИТЛ (Мурманская область)
2. Западный ИТЛ Дальстроя (Магаданская область)
3. Западный железнодорожный ИТЛ (Иркутская область)
4. Заполярный ИТЛ и строительство 503 (Тюменская область)
5. Зырянлаг (ИТЛ Колымо-Индигирского речного пароходства) (Якутия)

### И
1. Ивдельский ИТЛ (Свердловская область)
2. Илимский Специальный ИТЛ (Иркутская область)
3. Индигирский ИТЛ Дальстроя (Якутия)
4. Интинский ИТЛ (Коми АССР)
5. ИТЛ Алданского дорожно-строительного управления Дальстрой (Якутия)
6. ИТЛ Аффинажного завода N 169 (Красноярский край)
7. ИТЛ «АШ» (Московская область)
8. ИТЛ Берелехского районного геологоразведочного управления Дальстрой (Магаданская область)
9. ИТЛ «БЖ» (Московская область)
10. ИТЛ Волгостроя (Ярославская область)
11. ИТЛ «ВЧ» (Московская область)
12. ИТЛ «ГА» (Московская область)
13. ИТЛ «ГБ» (Московская область)
14. ИТЛ Дмитровского механического завода (Московская область)
15. ИТЛ «ДС» Енисейстроя (Красноярский край)
16. ИТЛ «ДТ» (Московская область)
17. ИТЛ «ДЮ» (Московская область)
18. ИТЛ «ЕЛ» (Московская область)
19. ИТЛ «ЕМ» (Новгородская область)
20. ИТЛ «ЕН» (Станиславская, ныне Ивано-Франковская область, Украинская ССР)
21. ИТЛ подсобных хозяйств Дальстрой (Магаданская область)
22. ИТЛ Промжилстроительства (Магаданская область)
23. ИТЛ Управления шоссейных дорог Дальстроя (Магаданская область)

### К
1. Казахстанский ИТЛ ОГПУ (Казахская ССР)
2. Калачевский ИТЛ (ныне Волгоградская область)
3. Калужский ИТЛ (Калужская область)
4. Каменский ИТЛ (Саратовская область)
5. Камышовый лагерь (Кемеровская область)
6. Кандалакшинский ИТЛ (Мурманская область)
7. Карагандажилстрой и ИТЛ (Карагандинская область, Казахская ССР)
8. Карагандинский ИТЛ (Карагандинская область, Казахская ССР)
9. Каракумский ИТЛ (Каракалпакская АССР, Узбекская ССР)
10. Каргопольский ИТЛ (Архангельская область)
11. Каспийский ИТЛ (Азербайджанская ССР, Астраханская область)
12. Кексгольмский ИТЛ (Карело-Финская ССР)
13. Кемеровожилстрой и ИТЛ (Кемеровская область)
14. Кизеловский ИТЛ (Пермский край)
15. Кимперсайский ИТЛ (Актюбинская область, Казахская ССР)
16. Китойский ИТЛ (Иркутская область)
17. Ключевский ИТЛ (Читинская область)
18. Ковровский ИТЛ (Ивановская, ныне Владимирская область)
19. Кокшинский ИТЛ (Алтайский край)
20. Кольский ИТЛ и Особое строительство 33 (Мурманская область)
21. Косланский ИТЛ (Коми АССР)
22. Косьвинский ИТЛ (Молотовская область, ныне Пермский край)
23. Котласский отдел ГУЛЖДС (Архангельская область)
24. Котласский пересыльно-перевалочный пункт ГУЛАГа (Архангельская область)
25. Котласский сельскохозяйственный ИТЛ (Архангельская область)
26. Котласские сельскохозяйственное ЛО (Архангельская область)
27. Кочкарьское ЛО (Челябинская область)
28. Красногорский ИТЛ (Свердловская область)
29. Красноярский ИТЛ (Красноярский край)
30. Красноярское строительство и ИТЛ Енисейстроя (Красноярский край)
31. Красноярское Управление Специального строительства и ИТЛ п/я 138 (Красноярский край)
32. Кузбасский ИТЛ (Кемеровская область)
33. Кузнецкий ИТЛ (Челябинская область)
34. Кулойский ИТЛ (Архангельская область)
35. Кунгурский ИТЛ (Уральская область, ныне Пермский край)
36. Кунеевский ИТЛ (Самарская область)
37. Курьяновский ИТЛ (Московская область)
38. Кусьинский ИТЛ (Пермский край)

### Л
1. Ликовский ИТЛ и Строительство 204 (Московская область)
2. ЛО Нижне-Индигирского районного геологоразведочного управления Дальстроя (ЛО Ожогино) (Якутия)
3. ЛО при Совхозе им. Сакко и Ванцетти (Ульяновская область)
4. ЛО Центральной больницы Дальстроя (Магаданская область)
5. Лобвинский ИТЛ (Свердловская область)
6. Локчимский ИТЛ (Коми АССР)
7. Луговой лагерь (Карагандинская область, Казахская ССР)
8. Лужский ИТЛ и Строительство 200 (Ленинградская область)
9. Лысогорское ЛО (Ставропольский край)

### М
1. Магаданский ИТЛ (Магаданская область)
2. Майкаинское ЛО (Павлодарская область, Казахская ССР)
3. Макаровское ЛО (Челябинская область)
4. Марийский ИТЛ (Марийская область)
5. Марковский ИТЛ (Московская область)
6. Мартыновский ИТЛ (Ростовская область)
7. Маткожненское строительство и ИТЛ (Карело-Финская ССР)
8. Медвежьегорский оздоровительный лагерь (Карело-Финская ССР)
9. Мехреньнский ИТЛ (Архангельская область)
10. Минеевское ЛО ХОЗУ МВД (Горьковская область)
11. Минеральный лагерь (Коми АССР)
12. Минусинское ЛО СГУ (Красноярский край)
13. Молотовский ИТЛ (Пермский край)
14. Мончегорский ИТЛ и строительство комбината «Североникель» (Мурманская область)
15. Московский лесозаготовительный ИТЛ (Ярославская область)
16. Московско-угольный ИТЛ (Московская область)
17. Мостовское ЛО (Станислав, ныне Ивано-Франковск, Украинская ССР)

### Н
1. Немнырский ИТЛ (Якутия)
2. Нерчинский ИТЛ (Читинская область)
3. Нерчинское ЛО (Читинская область)
4. Нефтестройлаг (Самарская область)
5. Нижегородский ИТЛ (Нижегородская область)
6. Нижне-Амурский ИТЛ (Хабаровский край)
7. Нижне-Волжский ИТЛ (ныне Волгоградская)
8. Нижне-Донской ИТЛ (Ростовская область)
9. Ново-Тамбовский ИТЛ (Хабаровский край)
10. Норильский ИТЛ (Красноярский край)
11. Ныробский ИТЛ (Молотовская область, ныне Пермский край)

### О
1. Обский ИТЛ (Тюменская область, ЯНАО)
2. Обский ИТЛ и строительство 501 (Тюменская область, ЯНАО)
3. Озерный лагерь (Иркутская область)
4. ОЛП строительства № 1 ГУЛАГа НКВД СССР (Москва?)
5. Ольховский оздоровительный лагерь (Сталинградская область)
6. Омский ИТЛ и строительство 166 (Омская область)
7. Омсукчанский ИТЛ Дальстроя (Магаданская область)
8. Онежский ИТЛ (Архангельская область)
9. Опокский ИТЛ (Вологодская область)
10. Орловский ИТЛ (Красноярский край)
11. Островское ЛО (Московская область)

### П
1. Павловское ЛО (Московская область)
2. Павлодарский ИТЛ (Павлодарская область, Казахская ССР)
3. Панинское ЛО (Павлодарская область, Казахская ССР)
4. Перевальный ИТЛ (Хабаровский край)
5. Песчаный лагерь (Карагандинская область, Казахская ССР)
6. Печорский ИТЛ (Коми АССР)
7. Подгорный ИТЛ (Фрунзенская область, Киргизская ССР)
8. Подлесное ЛО (Калининская область)
9. Подольский ИТЛ (Московская область)
10. Полянский ИТЛ (Красноярский край)
11. Понышский ИТЛ (Молотовская область, ныне Пермский край)
12. Приволжский ИТЛ (Саратовская область)
13. Прикаспийский ИТЛ и строительство 107 (Азербайджанская ССР)
14. Приморский железнодорожный ИТЛ и строительство 206 (Приморский край)
15. Приморский ИТЛ (Приморский край)
16. Приморский ИТЛ Дальстроя (Приморский край)
17. Приморский район Дальстроя (Приморский край)
18. Прорвинский ИТЛ (Астраханская область, Гурьевская область Казахской ССР)
19. Пудожгорский ИТЛ (Карело-Финская ССР)
20. Пудожское ЛО (Карело-Финская ССР)

### Р
1. Райчихинский ИТЛ (Хабаровский край)
2. Речной лагерь (Коми АССР)
3. Рудбакалстрой и ИТЛ (Челябинская область)
4. Рыбинский ИТЛ (Ярославская область)
5. Рудник им. Матросова (быв. им. Берии) Берлаг (Магаданская обл.)

### С
1. Самарский ИТЛ и строительство Куйбышевского гидроузла (Самарская область)
2. Саранский ИТЛ и строительство ГУЛЖДС (Караганда, Казахская ССР)
3. Саратовский ИТЛ (Саратовская область)
4. Саратовский ИТЛ
5. Саровский ИТЛ (Горьковский край)
6. Саровский особый карантинный лагерь ОГПУ (Горьковский край)
7. Сахалинский ИТЛ (Сахалинская область)
8. Свирьский ИТЛ (Ленинградская область)
9. Свияжское ЛО (Татарская АССР)
10. Свободненский ИТЛ (Амурская область)
11. Северное Управление ИТЛ и строительства 503 (Красноярский край)
12. Северные лагеря ОГПУ особого назначения (Коми АССР, Архангельская область)
13. Северный железнодорожный ИТЛ (Коми АССР, Архангельская область)
14. Северный ИТЛ Дальстроя (Магаданская область)
15. Северо-Восточный ИТЛ (Магаданская область, Хабаровский край)
16. Северо-Двинский ИТЛ (Архангельская область)
17. Северо-Кузбасский ИТЛ (Кемеровская область)
18. Северо-Печорский ИТЛ (Коми АССР)
19. Северо-Уральский ИТЛ (Свердловская область)
20. Сегежский ИТЛ (Карело-Финская ССР)
21. Селенгинский ИТЛ (Бурят-Монгольская АССР)
22. Сибирский ИТЛ (Томская область, Кемеровская область, Новосибирская область)
23. Соликамский оздоровительный лагерь (Пермский край)
24. Соловецкий ИТЛ ОГПУ (Архангельская область)
25. Сорокский ИТЛ (Карельская АССР)
26. Сосновский ИТЛ (Челябинская область)
27. Среднеазиатский ИТЛ (Ташкент, Узбекская ССР)
28. Средне-Бельский ИТЛ (Амурская область)
29. Сталинградский ИТЛ (Волгоградская область)
30. Старосельское ЛО (Костромская область)
31. Степной лагерь (Карагандинская область, Казахская ССР)
32. Степнякское ЛО (Акмолинская область, Казахская ССР)
33. Строительно-эксплуатационное управление 11 и ИТЛ (Якутия)
34. Строительство 6 и ИТЛ (Хабаровский край)
35. Строительство 16 и ИТЛ (Иркутская область)
36. Строительство 18 и ИТЛ (Башкирская АССР)
37. Строительство 90 и ИТЛ (Московская область)
38. Строительство 105 и ИТЛ (Мурманская область)
39. Строительство 106 и ИТЛ (Мурманская область)
40. Строительство 108 и ИТЛ (Азербайджанская ССР)
41. Строительство 159 и ИТЛ (Грузинская ССР, Ставропольский край)
42. Строительство 200 и Лужский ИТЛ (Ленинградская область)
43. Строительство 201 и ИТЛ (Хабаровский край)
44. Строительство 210 и ИТЛ (Украинская ССР)
45. Строительство 211 и ИТЛ (Винницкая область, Украинская ССР)
46. Строительство 213 и ИТЛ (Приморский край)
47. Строительство 247 и ИТЛ (Челябинская область)
48. Строительство 258 и ИТЛ (Ленинградская область)
49. Строительство 263 и ИТЛ (Приморский край)
50. Строительство 304 и ИТЛ (Челябинская область)
51. Строительство 313 и ИТЛ (Свердловская область)
52. Строительство 352 и ИТЛ (Московская область)
53. Строительство 384 и ИТЛ (Удмуртская АССР)
54. Строительство 442 и ИТЛ (Калужская область)
55. Строительство 447 и ИТЛ (Эстонская ССР)
56. Строительство 462 и ИТЛ (Днепропетровская область, Украинская ССР)
57. Строительство 496 и ИТЛ (Ленинград)
58. Строительство 500 (Хабаровский край)
59. Строительство 501 (Тюменская область, ЯНАО)
60. Строительство 505 и ИТЛ ГУЛЖДС (Монголия, Бурят-Монгольская АССР)
61. Строительство 505 и ИТЛ ГУЛПС (Мордовская АССР, Горьковская область)
62. Строительство 506 и ИТЛ (Сахалинская область)
63. Строительство 507 и ИТЛ (Хабаровский край)
64. Строительство 508 и ИТЛ (Хабаровский край)
65. Строительство 509 и ИТЛ (Мурманская область)
66. Строительство 510 и ИТЛ (Архангельская область)
67. Строительство 511 и ИТЛ (Мурманская область)
68. Строительство 513 и ИТЛ (Приморский край)
69. Строительство 514 и ИТЛ (Свердловская область)
70. Строительство 514 и ИТЛ ГУЛЖДС (Приморский край)
71. Строительство 560 и ИТЛ (Москва)
72. Строительство 565 и ИТЛ (Москва)
73. Строительство 585 и ИТЛ (Горьковская область, Мордовская АССР)
74. Строительство 600 и ИТЛ (Новосибирская область)
75. Строительство 601 и ИТЛ (Томская область)
76. Строительство 612 и ИТЛ (Фрунзенская область, Киргизская ССР)
77. Строительство 620 и ИТЛ (Калининская область)
78. Строительство 621 и ИТЛ (Ставропольский край)
79. Строительство 665 и ИТЛ (Ленинабад, Таджикская ССР)
80. Строительство 713 и ИТЛ (Московская область)
81. Строительство 730 и ИТЛ (Куйбышевская область)
82. Строительство 770 и ИТЛ
83. Строительство 790 и ИТЛ (Восточно-Казахстанская область, Казахская ССР)
84. Строительство 791 и ИТЛ (Грузинская ССР)
85. Строительство 833 и ИТЛ (Калининская область)
86. Строительство 855 и ИТЛ
87. Строительство 859 и ИТЛ (Челябинская область)
88. Строительство 865 и ИТЛ (Свердловская область)
89. Строительство 880 и ИТЛ (Мордовская АССР, Горьковская область)
90. Строительство 881 и ИТЛ (Пермский край)
91. Строительство 882 и ИТЛ (Днепродзержинск, Украинская ССР)
92. Строительство 883 и ИТЛ (Чирчик, Узбекская ССР)
93. Строительство 885 и ИТЛ (Кировская область)
94. Строительство 896 и ИТЛ (Ленинабад, Таджикская ССР)
95. Строительство 904 и ИТЛ (Удмуртская АССР)
96. Строительство 907 и ИТЛ (Эстонская ССР)
97. Строительство 915 и ИТЛ (Пермский край)
98. Строительство 940 и ИТЛ (Днепропетровская область, Украинская ССР)
99. Строительство 994 и ИТЛ (Красноярский край)
100. Строительство 1001 и ИТЛ (Куйбышевская область)
101. Строительство 1418 и ИТЛ (Свердловская область)
102. Строительство ГУШОСДОРА МВД № 1 и ИТЛ (Курская область, Ворошиловградская область Украинской ССР, Москва)
103. Строительство ГУШОСДОРА МВД № 2 и ИТЛ (Харьков Украинской ССР, Краснодарский край)
104. Строительство ГУШОСДОРА МВД № 3 и ИТЛ (Сталинская, ныне Донецкая область, Орёл)
105. Строительство ГУШОСДОРА МВД № 4 и ИТЛ (Самарская область)
106. Строительство ГУШОСДОРА МВД № 5 и ИТЛ (Туркменская ССР)
107. Строительство ГУШОСДОРА МВД № 6 и ИТЛ (Азербайджанская ССР)
108. Строительство ГУШОСДОРА МВД № 7 и ИТЛ (Запорожская область Украинской ССР, Ставропольский край)
109. Строительство ГУШОСДОРА МВД № 8 и ИТЛ (Запорожская область Украинской ССР, Киев)
110. Строительство ГУШОСДОРА МВД № 17 и ИТЛ (Ленинград)
111. Строительство ГУШОСДОРА МВД № 19 и ИТЛ (Москва)
112. Строительство ГУШОСДОРА НКВД № 1 и ИТЛ (Рязанская область, Пензенская область)
113. Строительство ГУШОСДОРА НКВД № 2 и ИТЛ (Московская область)
114. Строительство ГУШОСДОРА НКВД № 3 и ИТЛ (Орловская область)
115. Строительство ГУШОСДОРА НКВД № 4 и ИТЛ (Чувашская АССР)
116. Суходольское ЛО (Пензенская область)
117. Сызранский ИТЛ (Ульяновская область)

### Т
1. Тавдинский ИТЛ (Свердловская область)
2. Тагильский ИТЛ (Свердловская область)
3. Таёжное горнопромышленное управление и ИТЛ Енисейстроя (Красноярский край)
4. Таёжный ИТЛ (Красноярский край)
5. Тайшетский ИТЛ ГУЛАГа (Иркутская область)
6. Тайшетский ИТЛ ГУЛЖДС (Иркутская область)
7. Тайшетский ИТЛ УИТЛК УНКВД по Иркутской области (Иркутская область)
8. Тасеевский ИТЛ (Читинская область)
9. Тахтамыгдинское ЛО (Амурская область)
10. Темниковский ИТЛ (Темлаг) (Мордовская АССР)
11. Тенькинский ИТЛ Дальстроя (Магаданская область)
12. Тихвинский ИТЛ (Ленинградская область)
13. Томский ИТЛ (Томская область)
14. Томско-Асинский ИТЛ (Новосибирская область)
15. Томь-Усинский ИТЛ (Кемеровская область)
16. Транзитное ЛО Дальстроя (Магаданская область)
17. Тугачинский ИТЛ (Красноярский край)
18. Туимское горнопромышленное управление и ИТЛ Енисейстроя (Красноярский край)
19. Туймазинский ИТЛ (Башкирская АССР)
20. Тырны-Аузский комбинат и ИТЛ (Кабардино-Балкарская АССР)

### У
1. Уленское горнопромышленное управление и ИТЛ (Красноярский край, Хакасская АО)
2. Ульминский ИТЛ (Хабаровский край)
3. Умальтинский ИТЛ (Хабаровский край)
4. Унженский ИТЛ (Нижегородская область, Костромская область)
5. Уральский ИТЛ (Свердловская область)
6. Ургальский ИТЛ и строительство ГУЛЖДС (Хабаровский край)
7. Усольский ИТЛ (Свердловская, позднее Молотовская область)
8. Усольский ИТЛ СГУ (Иркутская область)
9. Усть-Боровский ИТЛ (Пермский край)
10. Усть-Вымский ИТЛ ОГПУ (Коми АССР)
11. Усть-Вымский ИТЛ (Коми АССР)
12. Усть-Кутский ИТЛ и перевалочная база Дальстроя (Иркутская область)
13. Усть-Кутское ЛО (Иркутская область)
14. Ухтинская экспедиция ОГПУ (Коми АССР)
15. Ухтинско-Печорский ИТЛ (Коми АССР)
16. Ухто-Ижемский ИТЛ (Коми АССР)

### Х
1. Хабаровский ИТЛ (Хабаровский край)
2. Хакасский ИТЛ (Башкирская АССР)
3. Хакасский ИТЛ УИТЛК УМВД по Красноярскому краю (Красноярский край, Хакасская АО)
4. Хакасское ЛО (Красноярский край, Хакасская АО)
5. Химкинский ОЛП (Москва)
6. Хениканджа (Тенькинский район, Магаданская обл.) Берлаг, Дальстрой

### Ц
1. Цимлянский ИТЛ (Ростовская область)

### Ч
1. Чапаевский ИТЛ (Куйбышевская, ныне Самарская область)
2. Чаунский ИТЛ Дальстроя (Чукотский АО)
3. Чаун-Чукотский ИТЛ Дальстроя (Чукотский АО)
4. Чебоксарский ИТЛ (Чувашская АССР)
5. Челябинский ИТЛ (Челябинская область)
6. Череповецкий ИТЛ (Вологодская область)
7. Черногорский ИТЛ (Красноярский край, Хакасская АО)
8. Черногорский специальный ИТЛ (Красноярский край)
9. Черноисточинский ИТЛ (Свердловская область)
10. Чистюньгский оздоровительный лагерь (Алтайский край)
11. Чукотский ИТЛ Дальстроя (Чукотский АО)

### Ш
1. Шахтинский ИТЛ (Ростовская область)
2. Шекснинский ИТЛ ГУЛГТС (Вологодская область)
3. Шекснинский ИТЛ МВД (Вологодская область)
4. Широковский ИТЛ (Пермский край)
5. Шосдорлаг (Хабаровский край)

### Щ
1. Щугорский ИТЛ (Коми АССР)

### Ю
1. Юго-Восточный ИТЛ (Еврейская АО)
2. Юго-Западное горнопромышленное управление и ИТЛ Енисейстроя (Красноярский край)
3. Юго-Западный ИТЛ Дальстроя (Магаданская область)
4. Югорский ИТЛ и строительство 300 (Архангельская область, Ненецкий национальный округ)
5. Южно-Кузбасский ИТЛ (Кемеровская область)
6. Южный ИТЛ (Бурятия)
7. Южный ИТЛ при строительстве 505 ГУЛЖДС (Монгольская Народная Республика)

### Я
1. Ягринский ИТЛ и строительство 203 (Архангельская область)
2. Янский ИТЛ Дальстроя (Якутия)
3. Янское горнопромышленное управление и ИТЛ Дальстроя (Якутия)
4. Янский строительный ИТЛ (Якутия)